# احمد مبارک آل شافی
احمد مبارک آل شافی (انگلیسی: Ahmed Mubarak Al Shafi؛ زادهٔ ۲۱ اکتبر ۱۹۷۴) بازیکن فوتبال اهل قطر است.

## باشگاهی
از باشگاه‌هایی که در آن بازی کرده‌است می‌توان به باشگاه ورزشی الریان اشاره کرد.

## تیم ملی
وی همچنین در تیم ملی فوتبال قطر بازی کرده‌است.